# Una donna - A Woman
Una donna - A Woman (A Woman) è un film del 2010 diretto da Giada Colagrande interpretato da Willem Dafoe, nel ruolo di Max e Jess Weixler, che interpreta Julie.

## Trama
Una giovane donna si innamora di un famoso romanziere e viaggia con lui a casa sua nel Sud Italia. Lì, la sua ossessione per il ricordo della moglie morta comincia a consumare la sua vita.